# Sylvain Monsoreau
Sylvain Monsoreau (Saint-Cyr-l'École, Francia, 20 de marzo de 1981), conocido como Monsoreau, es un futbolista francés de origen martiniqueño. Juega como defensa y actualmente está en el Troyes AC de Francia

## Clubes
| Club                      | País    | Año         |
| ------------------------- | ------- | ----------- |
| F. C. Sochaux-Montbéliard | Francia | 1999 - 2005 |
| Olympique Lyonnais        | Francia | 2005 - 2006 |
| A. S. Monaco F. C.        | Mónaco  | 2006 - 2008 |
| A. S. Saint-Étienne       | Francia | 2008 - 2012 |
| Troyes AC                 | Francia | 2012 -      |

## Palmarés

### Campeonatos nacionales
| Título               | Club                      | País    | Año  |
| -------------------- | ------------------------- | ------- | ---- |
| Ligue 2              | F. C. Sochaux-Montbéliard | Francia | 2001 |
| Copa de la Liga      | F. C. Sochaux-Montbéliard | Francia | 2004 |
| Supercopa de Francia | Olympique Lyonnais        | Francia | 2005 |
| Liga francesa        | Olympique Lyonnais        | Francia | 2006 |